# Tchouvache
Cet article concerne la langue tchouvache. Pour le peuple tchouvache, voir Tchouvaches.
Le tchouvache (чӑваш чӗлхи, чӑвашла en tchouvache) est une langue appartenant à la branche oghoure des langues turciques. Les Tchouvaches et quelques Russes parlent le tchouvache à l'ouest de l'Oural dans la république de Tchouvachie, dans la fédération de Russie.
Il est parlé par environ un million de personnes.

## Classification
La langue est unique parmi les langues turques, qui forment un ensemble homogène, et s'en démarque nettement, ce qui suppose une séparation précoce. Pour Vassili Radlov, le tchouvache est une langue turque fortement influencée par le finnois ; pour Nicolas Poppe (1925), il a une position intermédiaire entre les langues turques et les langues mongoles. Enfin, certains chercheurs estiment que le tchouvache n'est pas une langue turque. Ils suggèrent que le hunnique avait des liens étroits avec l'ancien bulgare (une langue oghoure) et le tchouvache moderne, et désignent cet ensemble oghour étendu comme des langues hunno-bulgares séparées ou des langues hunniques,.

## Répartition géographique
Au recensement de 2010 en Russie, 1 042 989 personnes ont indiqué qu’elles parlaient tchouvache, dont 987 483 Tchouvaches (ce qui représente 68,8 % des gens s’étant déclarés Tchouvaches). La plupart des locuteurs du tchouvache vivent en Tchouvachie (680 506, soit 56,1 % de sa population) ; on en trouve aussi au Tatarstan (102 873, soit 2,7 % de sa population) et dans les régions voisines (Bachkirie, oblast de Samara, oblast d'Oulianovsk…).

## Écriture
Le tchouvache fait usage de l'alphabet cyrillique, tel qu'utilisé en russe, auquel sont ajoutées quatre lettres supplémentaires (Ӑ ӑ, Ӗ ӗ, Ҫ ҫ et Ӳ ӳ). Un alphabet cyrillique est utilisé depuis le XVIIIe siècle et a été remplacé ou révisé plusieurs fois.
| Majuscules | А | Ă | Б | В | Г | Д | Е | Ё | Ӗ | Ж | З | И | Й | К | Л | М | Н | О | П | Р | С | Ҫ | Т | У | Ӳ | Ф | Х | Ц | Ч | Ш | Щ | Ъ | Ы | Ь | Э | Ю | Я |
| Minuscules | а | ă | б | в | г | д | е | ё | ӗ | ж | з | и | й | к | л | м | н | о | п | р | с | ҫ | т | у | ӳ | ф | х | ц | ч | ш | щ | ъ | ы | ь | э | ю | я |

Auparavant, le tchouvache était écrit au moyen de l'alphabet de l'Orkhon, alphabet de runes utilisé principalement par les Göktürks pour l'écriture du vieux turc.
Après la conversion à l'islam des Bulgares de la Volga (auparavant tengristes comme les Huns, et ancêtres des Tchouvaches) ils firent usage de l'alphabet arabe.
L'usage de l'écriture disparut ensuite avec l'invasion mongole, ces derniers utilisant une version adaptée de l'alphabet ouïghour.
En 1769 une grammaire tchouvache est publiée avec l’alphabet cyrilique. Les bases de l’alphabet cyrillique tchouvache moderne date de la fin du XIXe siècle, avec l’alphabet de Ivan Iakovlevitch Iakovlev (en), adopté en 1873, révisé en 1933, 1938 et 1949.
| а | у | ы | ӑ | е | ӳ | и | ӥ | ӗ | в | л | ԡ | м | н | ԣ | р | к | х | ш | с | ҫ | т | т̌ | ꚋ | п |